# Copelatus portior
Copelatus portior är en skalbaggsart som beskrevs av Guignot 1956. Copelatus portior ingår i släktet Copelatus och familjen dykare. Inga underarter finns listade i Catalogue of Life.